# Уретхекау
Уретхекау — богиня-кобра, олицетворявшая сверхъестественные силы в древнеегипетской мифологии. Имя богини переводится как «великая чарами» или «великая волшебница».

## Мифология
Как божество символизирующее защиту, её часто изображали на погребальных предметах, например, таких как оружие, чтобы умерший мог защитить себя от опасностей подземного мира. Её изображения также встречаются на ножах сделанных из слоновой кости, которые являлись амулетами оберегавшими женщин и кормящих матерей.
Уретхекау считалась воплощением божественной силы египетских корон. Как богиня корон, она была змеёй или львиноголовой женщиной, обитавшей в святилище. Когда она выступала в роле жены Ра-Хорахти, её изображали с солнечным диском над головой. У богини были эпитеты, которые часто отождествляли её с такими богинями как Исида, Сехмет, Мут и другими.